# Текин, Юсуф
Юсуф Текин (тур. Yusuf Tekin; род. 3 августа 1970 или 21 сентября 2002, Тортум, Эрзурум или Manisa, Маниса) — турецкий государственный деятель. Министр образования Турции (с 4 июня 2023).

## Биография
Юсуф Текин родился в 1970 году в Тортуме (Эрзурум). В 1994 году окончил Анкарский университет, факультет политических наук, отделение государственного управления.
Являлся научным сотрудником Университета Джумхуриет. В 1997 году получил степень магистра. В 2002 году получил степень доктора политических наук.
Являлся преподавателем, доцентом университета Токат Газиосманпаша. С 2009 года преподавал в Полицейской академии Турции.
С 2011 года являлся заместителем министра молодёжи и спорта Турции.
С 28 мая 2013 по 25 июля 2018 года являлся заместителем министра образования Турции.
С 2015 по 2018 год являлся председателем попечительского совета Кыргызско-турецкого университета «Манас».
С 15 сентября 2018 по 4 июня 2023 года являлся ректором Университета Анкара Хаджи Байрам Вели.
Министр образования Турции (с 4 июня 2023).

## Сочинения
- «Шариат, легитимность и конституционная монархия: дискуссии о демократии в новых османах».